# ホアン・アイン・アッタプーFC
ホアン・アイン・アッタプーFC（英: Hoang Anh Attapeu Football Club）は、2012年に創設されたラオスのアッタプーをホームタウンとするサッカークラブ。所有者はベトナムサッカーリーグにホアン・アイン・ザライFCを所有するホアン・アイン・ザライ・グループ。

## 歴史
2014シーズンのラオ・リーグで初優勝を果たした。ホアン・アイン・アッタプーFCはラオス代表として、メコン地域4ヵ国の優勝チームが参加するメコンクラブチャンピオンシップ 2014に出場した。

## タイトル
- ラオ・リーグ 優勝 (1) : 2014

## 過去の成績
- 2013 ラオ・リーグ : 2位
- 2014 ラオ・リーグ : 優勝